# بيل وارن
بيل وارن (بالإنجليزية: Bill Warren)‏ هو لاعب كرة قاعدة أمريكي، ولد في 11 فبراير 1884 في ميزوري في الولايات المتحدة، وتوفي في 28 يناير 1960 في وايتفيل في الولايات المتحدة.

## وصلات خارجية
- بيل وارن على موقعبيزبول رفرنس.كوم (الدوري الرئيسي) (الإنجليزية)
- بيل وارن على موقعبيزبول رفرنس.كوم (الدوري الثانوي) (الإنجليزية)